# Престбери (Илиноис)
Престбери (енгл. Prestbury) насељено је место без административног статуса у америчкој савезној држави Илиноис.

## Демографија
По попису из 2010. године број становника је 1.722.
| Група             | 2000.    | 2010.         |
| Белци             | 0 (0,0%) | 1.572 (91,3%) |
| Афроамериканци    | 0 (0,0%) | 26 (1,5%)     |
| Азијати           | 0 (0,0%) | 29 (1,7%)     |
| Хиспаноамериканци | 0 (0,0%) | 88 (5,1%)     |
| Укупно            | 0        | 1.722         |